# Canberra Sud

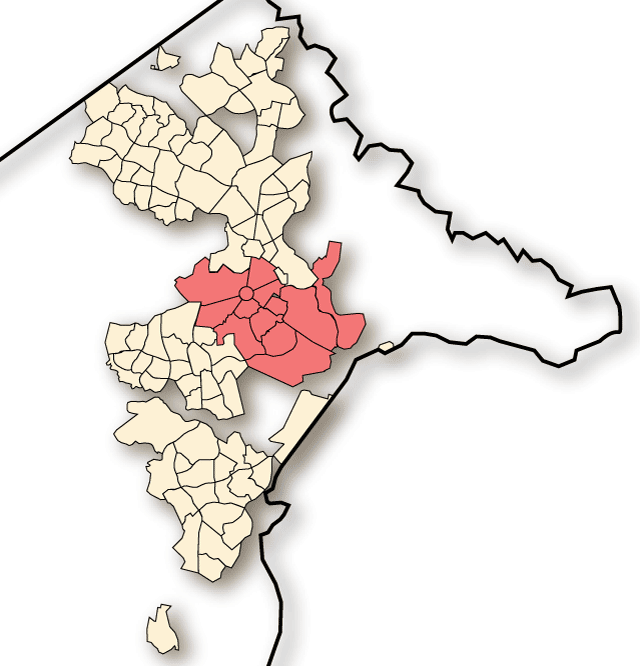
L'arrondissement de Canberra Sud.

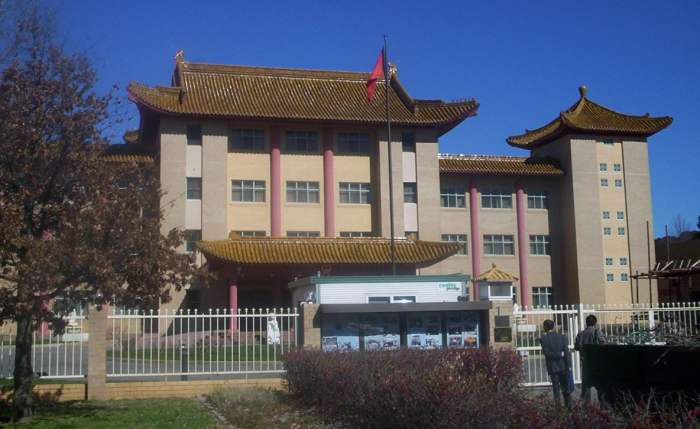
L'ambassade chinoise à Canberra Sud.

Canberra Sud (South Canberra ou Inner South) est un arrondissement (district) situé sensiblement au centre de Canberra, la capitale de l'Australie. 
Il est situé au sud du centre-ville, sur la rive sud du lac Burley Griffin. 
C'est l'une des plus anciennes parties de Canberra, et est construit en partie conformément aux plans de Walter Burley Griffin. Contrairement aux autres arrondissements de Canberra qui sont séparés les uns des autres, il est seulement séparé de Canberra Nord par le lac Burley Griffin. Les deux arrondissements forment la partie centrale de la ville.

## Quartiers
Canberra Sud est répartie en douze quartiers :
- Barton
- Capital Hill
- Deakin
- Forrest
- Fyshwick,
- Griffith
- Kingston
- Narrabundah
- Parkes,
- Pialligo
- Red Hill
- Symonston
- Yarralumla